# Guia Machavariani
Guia Machavariani (en georgiano: გია მაჭავარიანი, Jaragauli, URSS, 26 de febrero de 1985) es un deportista georgiano que compitió en halterofilia. Ganó una medalla de plata en el Campeonato Europeo de Halterofilia de 2011, en la categoría de 105 kg.

## Palmarés internacional
| Campeonato Europeo | Campeonato Europeo | Campeonato Europeo | Campeonato Europeo |
| Año                | Lugar              | Medalla            | Categoría          |
| ------------------ | ------------------ | ------------------ | ------------------ |
| 2011               | Kazán (Rusia)      | Medalla de plata   | 105 kg             |